# Ernst Kuhlo
Ernst Kuhlo, född den 19 november 1843 i Stargordt, Landkreis Regenwalde, Pommern, död 20 januari 1923 i Stettin, var en tysk elektrotekniker och grundare av Stettins elverk. Omkring år 1905 lät han patentera sin Kuhlokabel, på svenska benämnd kulokabel, som består av ett antal isolerade ledare samlade i ett ytterhölje av metall.